# Petit d'homme
Petit d'homme est une série de bande dessinée franco-belge publiée par Soleil Productions entre 1996 et 2003. Elle est écrite par le Belge Crisse et dessinée par le Français Marc N'Guessan, auquel le-Franco-Haïtien Guy Michel a succédé sur le troisième tome. Les couleurs sont d'Yves Lencot (tome 1), Laurence Quilici (tomes 1 réédité et 2) et de Jean-Jacques Chagnaud (tome 3).

## Synopsis
Petit d'homme raconte l'enfance tourmentée d'un des personnages principaux du Livre de la jungle de Rudyard Kipling, Mowgli, dans un style d'heroic-fantasy futuriste.

## Albums
- Petit d'Homme, Soleil :

1. L'Éveil, 1996  (ISBN 2-87764-564-9).
2. Secret, 1998  (ISBN 2-87764-606-8).
3. Chaos, 2003  (ISBN 2-87764-904-0).

- Petit d'Homme (intégrale), Soleil, coll. « La Preuve par 3 », 2003  (ISBN 2-84565-645-9).

### Lien web
- « Petit d'Homme », sur bedetheque.com.